# Championnat de Belgique de rugby à XV 2017-2018
Navigation
Championnat 2016-2017 Championnat 2018-2019
Le Championnat de Belgique de rugby à XV 2017-2018, appelé Bofferding Rugby League du nom de son sponsor, oppose les huit meilleures équipes belges de rugby à XV. 

## Liste des équipes en compétition
Le Boitsfort RC, vainqueur de la division 2, est promu en première division et remplace le RC Frameries. La compétition oppose pour la saison 2017-2018 les huit meilleures équipes belges de rugby à XV :
| Équipes             | Ville               | Stade                        |
| ------------------- | ------------------- | ---------------------------- |
| ASUB Rugby Waterloo | Waterloo            | Stade du Pachy               |
| Boitsfort RC        | Watermael-Boitsfort | Plateau de la Foresterie     |
| RCF Liège           | Liège               | Stade provincial de Naimette |
| RC La Hulpe         | La Hulpe            | Stade du Brésil              |
| Dendermondse RC     | Termonde            | Sportcomplex Sint-Gillis     |
| Kituro RC           | Schaerbeek          | Complexe Wahis               |
| RC Soignies         | Soignies            | Chemin Tour Lette            |
| Ottignies RC        | Ottignies           | Stade Boubacar Barry Copa    |

### Classement de la phase régulière
| Rang | Club               | J  | V  | N | D  | Bo | Bd | Pm  | Pe  | Diff | Pts |
| ---- | ------------------ | -- | -- | - | -- | -- | -- | --- | --- | ---- | --- |
| 1    | Dendermonde RC (T) | 14 | 12 | 0 | 2  | 14 | 0  | 631 | 225 | +406 | 62  |
| 2    | La Hulpe           | 14 | 11 | 1 | 2  | 7  | 0  | 406 | 170 | +236 | 53  |
| 3    | RC Soignies        | 14 | 9  | 1 | 4  | 9  | 0  | 435 | 222 | +213 | 47  |
| 4    | Ottignies RC       | 14 | 9  | 0 | 5  | 11 | 0  | 415 | 275 | +140 | 47  |
| 5    | ASUB Waterloo      | 14 | 7  | 0 | 7  | 9  | 0  | 282 | 259 | +23  | 37  |
| 6    | Kituro RC          | 14 | 4  | 0 | 10 | 3  | 0  | 245 | 441 | -196 | 19  |
| 7    | Boitsfort RC (P)   | 14 | 2  | 0 | 12 | 2  | 0  | 177 | 488 | -311 | 10  |
| 8    | RCF Liège          | 14 | 1  | 0 | 13 | 0  | 0  | 110 | 621 | -511 | 4   |

|  | Qualifiés pour la phase finale (no 1, no 2, no 3, no 4) |
|  | Relégué (no 8)                                          |
|  | T : tenant du titre 2017 • P : promu 2017               |

Attribution des points : victoire sur tapis vert : 5, victoire : 4, match nul : 2, défaite : 0, forfait : -2 ; plus les bonus (offensif : 4 essais marqués ; défensif : défaite par 7 points d'écart ou moins).
Règles de classement : ?

## Phases finales
Les quatre premiers de la phase régulière sont qualifiés pour les demi-finales. L'équipe classée première affronte à domicile celle classée quatrième alors que la seconde reçoit la troisième.
|  | Demi-finales    | Demi-finales |                 |    | Finale      | Finale      |
|  | Demi-finales    | Demi-finales |                 |    | Finale      | Finale      |
|  |                 |              |                 |    |             |             |
|  | 6 mai 2018      | 6 mai 2018   |                 |    | 12 mai 2018 | 12 mai 2018 |
|  | 6 mai 2018      | 6 mai 2018   |                 |    | 12 mai 2018 | 12 mai 2018 |
|  | Dendermondse RC | 16           |                 |    | 12 mai 2018 | 12 mai 2018 |
|  | Dendermondse RC | 16           |                 |    | 12 mai 2018 | 12 mai 2018 |
|  | RC Soignies     | 9            |                 |    | 12 mai 2018 | 12 mai 2018 |
|  | RC Soignies     | 9            | Dendermondse RC | 13 |             |             |
|  | 6 mai 2018      |              | Dendermondse RC | 13 |             |             |
|  |                 | RC La Hulpe  | 6               |    |             |             |
|  | RC La Hulpe     | RC La Hulpe  | 6               | 21 |             |             |
|  | RC La Hulpe     |              |                 | 21 |             |             |
|  | Ottignies RC    | 10           |                 |    |             |             |
|  | Ottignies RC    | 10           |                 |    |             |             |

Dendermondse RC est sacré pour la troisième fois d'affilée champions de la Bofferding League.